# 705 v.Chr.

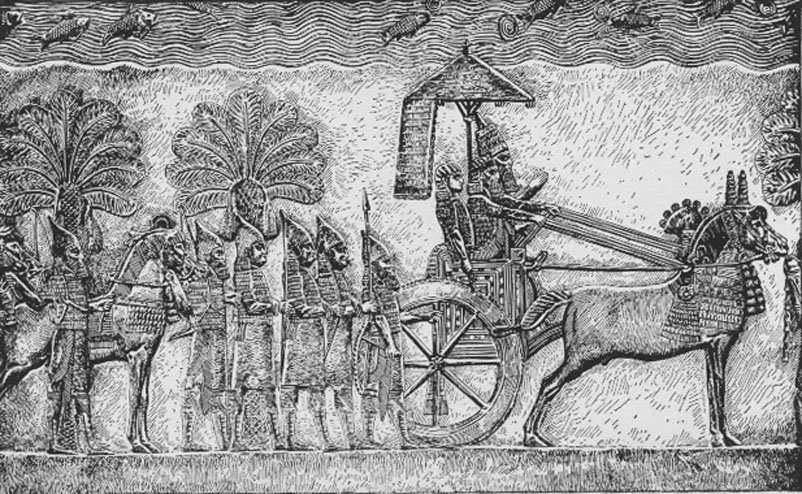
Sanherib (staande in een strijdwagen).

Het jaar 705 v.Chr. is een jaartal volgens de christelijke jaartelling.

## Gebeurtenissen

### Assyrië
- Koning Sargon II begint een veldtocht tegen de Kimmeriërs en sneuvelt tijdens een hinderlaag in West-Iran.
- Koning Sanherib (r. 705 - 681 v.Chr.) volgt zijn vader Sargon II op en bestijgt de Assyrische troon.

### Palestina
- Koning Hizkia van Juda komt in opstand en verovert de stad Ekron (huidige Israël).

## Overleden
- Sargon II, koning van Assyrië